# (246861) Johnelwell
(246861) Johnelwell est un astéroïde de la ceinture principale.

## Description
(246861) Johnelwell est un astéroïde de la ceinture principale. Il fut découvert le 17 mai 2010 aux États-Unis par le programme WISE. Il présente une orbite caractérisée par un demi-grand axe de 2,69 UA, une excentricité de 0,11 et une inclinaison de 10,3° par rapport à l'écliptique.

## Compléments